# Phyllanthus irriguus
Phyllanthus irriguus är en emblikaväxtart som beskrevs av Radcl.-sm.. Phyllanthus irriguus ingår i släktet Phyllanthus och familjen emblikaväxter. Inga underarter finns listade i Catalogue of Life.